# Francisco Ibarra
Francisco de Ibarra (1539 -? 1575) bio je baskijsko-španjolski istraživač, osnivač grada Duranga, i guverner španjolske pokrajine Nova Biskaja  (Nueva Vizcaya), u današnjima saveznim državama Durango i Chihuahua u Meksiku.

## Životopis
Francisco de Ibarra je rođen oko 1534 u Eibaru, Gipuskoa, u Baskiji u Španjolskoj. On je otišao u Meksiko kao mladić, a na preporuku i financiranje svog ujaka, konkvistadora i bogatog vlasnika rudnika Diega de Ibarre, Francisco je stavljen na čelu ekspedicije za istraživanje sjeverozapadno od Zacatecasa godine 1554. Mladi Ibarra je uočio   srebro u blizini današnjeg Fresnilla, ali je prošao kraj njega. On je dodatno istraživao i osnovao gradove kod   San Martína i Avina, gdje je postao vlasnik rudnika srebra.
Godine 1562., Ibarra krenuli još ekspediciju gurnuti dublje u sjeverozapadni Meksiko. Konkretno, on je bio u potrazi za legendarnim gradom Copala (također zvani Cibola). Nije našao mitsko blago, ali je istražio i osvojili ono što je sada meksička država Durango. Ibarra je imenovan godine 1562. guvernerom novoformirane pokrajine Nueva Vizcaya (Nova Biskaja), a sljedeće godine je osnovao je grad Durango kao njezin glavni grad.
Godine 1564. Ibarra je, nakon glasine o bogatim mineralnim naslagama, prešao Sierra Madre Occidental kako bi osvojio ono što je danas južna Sinaloa. Tragači su otkrili srebrne žile u novom prostoru, a godine 1565.,   Ibarra je osnovao gradove Copala i Pánuco.
Vojnici pod Ibarrin vodstvom istraživali su sjeverno od Duranga 1567., i osnovali grad Santa Barbara u današnjoj Chihuahui pored tamošnjeg rudnika srebra.
Francisco de Ibarra je umro 3. lipnja 1575. u Pánucu, Sinaloa, jednim od rudarskih gradova srebra koje je utemeljio.